# Sturmhaubitze 42
Lo Sturmhaubitze 42, abbreviazione di Sturmgeschütz III für 10,5 cm Sturm Haubitze 42, il cui numero d'identificazione era Sd.Kfz. 142/2, è stato un cannone d'assalto dell'Esercito tedesco impiegato nella seconda metà della seconda guerra mondiale. Fu progettato come sostituto dello Sturmgeschütz III che, da mezzo per l'appoggio ravvicinato della fanteria, si era evoluto in una valida arma anticarro; il nuovo veicolo era sempre basato sullo scafo del Panzer III da cui derivava lo Sturmgeschütz, ma in casamatta ospitava un obice leFH 18 da 105 mm leggermente modificato. Lo StuH 42 divenne operativo nel corso del 1943 e fu costruito in più di un migliaio di esemplari, servendo fino al termine della guerra talvolta anche in funzione controcarro.

## Storia

### Sviluppo
All'inizio della seconda guerra mondiale l'Esercito tedesco schierava nelle unità di artiglieria gli Sturmgeschütz III, per rendere così più agevole l'appoggio tattico alle operazioni della fanteria; con il proseguire del conflitto i cannoni d'assalto vennero a trovarsi invischiati in combattimenti tra blindati, circostanza che indusse i militari a richiedere versioni dello Sturmgeschütz III specializzate in questo tipo di lotta, equipaggiandoli con cannoni da 75 mm lunghi. Al contempo era stato notato che l'originale cannone StuK 37 da 75 mm lungo 24 calibri (L/24) si era rivelato insufficiente contro fortificazioni pesanti, motivo in più per procedere con la progettazione di un nuovo semovente d'artiglieria da supporto ravvicinato. Durante il 1941 nacquero i primi progetti sotto il nome Sturmgeschütz leichte Feldhaubitze, a seguito dei quali fu compiuta una conversione su un singolo StuG III Ausf. E: terminato nel marzo 1942 dalla Alkett, era stato dotato di un obice leFH 18 da 105 mm modificato, con meccanismo di sparo a controllo elettrico. La ditta fabbricò poi una preserie di altri nove esemplari sulla base dello StuG III Ausf. F entro la fine di ottobre che, assieme al prototipo, furono assegnati alla terza batteria dello Sturmgeschütz-Abteilung 185 ("185º distaccamento cannoni d'assalto"): l'unità sostenne alcuni combattimenti a sud di Leningrado verso la fine di novembre.
I risultati raccolti dal periodo operativo furono incoraggianti e Adolf Hitler, colpito, ordinò a dicembre di costruire il semovente con un ritmo di ventiquattro pezzi mensili. Il nuovo blindato ricevette la denominazione ufficiale Sturmgeschütz III für 10,5 cm Sturm Haubitze 42 il 18 marzo 1944, ma solo ad agosto fu cambiata in "Sturmhaubitze 42" dall'Ispettore generale per le truppe corazzate Heinz Guderian.

### Produzione
La Alkett di Berlino completò le prime dieci unità di serie entro il marzo 1943; alla fine dell'anno gli StuH 42 disponibili ammontavano a 204. La linea d'assemblaggio rimase aperta fino al febbraio 1945, toccando la maggior punta produttiva nel periodo compreso tra agosto e novembre 1944, quando veniva fabbricata una media di cento unità al mese. Il totale di esemplari consegnati non è certo, con fonti che parlano di 1 211, 1 220, o circa 1 300 esemplari. Una fonte più specifica afferma che furono assemblati 1 212 veicoli suddivisi in due lotti i quali, rispettivamente, iniziano con lo scafo numero 91651 e il numero 105001.
Poiché erano stati fabbricati tutti sullo scafo dello StuG III Ausf. G gli StuH 42 ebbero integrate le modifiche apportate al semovente da cui derivavano: mantelletto stondato del tipo Saukopf ("muso di porco"), fianchi della sovrastruttura inclinati, aggiunta di una cupola per il capocarro equipaggiata con sette periscopi SE 14 Z a forbice, incrementi nella corazzatura.

### Impiego operativo
Lo StuH 42 fu distribuito ai distaccamenti cannoni d'assalto in ragione di nove per ogni reparto, con il compito di appoggiare gli Sturmgeschütz III o IV le truppe. La prima operazione di rilievo cui partecipò fu la battaglia di Kursk del luglio 1943, che vide sessantotto esemplari divisi tra il Gruppo d'armate Centro e quello Sud. Lo StuH 42 eccelleva comunque più nelle situazioni difensive, dove poteva operare tatticamente in funzione anticarro nonostante il limitato brandeggio dell'obice da 105 mm.

## Caratteristiche
Lo StuH 42 era molto simile allo StuG III. La differenza più evidente stava nell'armamento, un leFH 18 da 105 mm lungo 28 calibri (L/28) e modificato per l'impiego su mezzi corazzati: la volata lunga 2,94 metri sporgeva oltre il bordo dello scafo per 55 cm. Il pezzo era anche dotato di un freno di bocca che, però, dal settembre 1944 non fu più montato perché era stato constatato che non garantiva particolari vantaggi durante il tiro. Il pezzo era inserito al centro di una casamatta con un mantelletto dapprima trapezoidale e squadrato, in seguito sostituito dal modello Saukopf: questa sistemazione limitò l'alzo a +20° e la gittata massima a 8 300 metri circa, mentre il brandeggio copriva 10° a sinistra e a destra a veicolo fermo. L'otturatore a cuneo a scorrimento orizzontale e i freni di recupero idropneumatici permettevano una cadenza di fuoco di 6 colpi al minuto; il puntamento era demandato a un mirino telescopico Sfl. ZF1 (Selbstfahrlafetten Zielfernrohr 1). All'interno del veicolo vi era spazio sufficiente per trasportare trentasei granate di pronto utilizzo, di solito divise tra cartocci-proietto ad alto esplosivo e cartocci bossolo perforanti; si potevano anche caricare proietti a carica cava dei tre modelli differenti Panzergranate 39Hl/A, Hl/B e Hl/C pesanti ciascuno 14,8 chili e con una velocità alla volata di 540 m/s. All'inizio sprovvisto di qualsiasi difesa dalla fanteria, il veicolo fu poi equipaggiato con una mitragliatrice MG 34 da 7,92 mm a controllo remoto (600 cartucce).

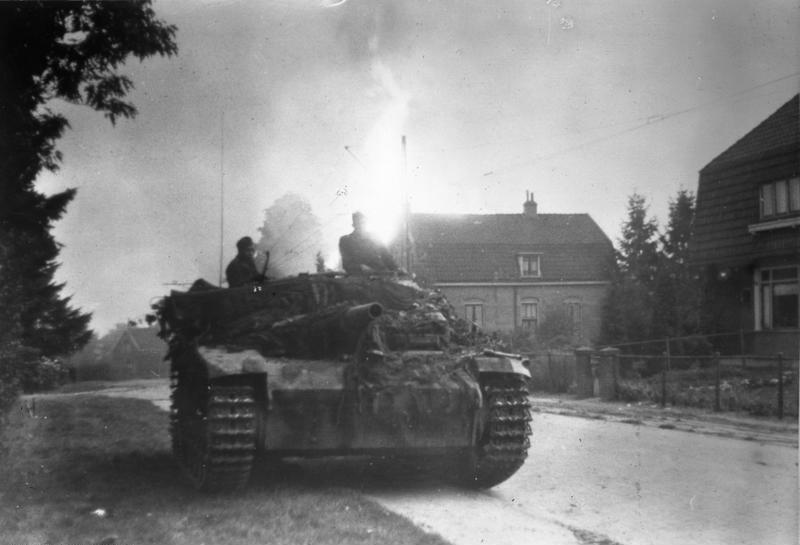
Uno StuH 42 in azione nella città olandese di Arnhem durante gli scontri dell'operazione Market Garden (settembre 1944)

Le protezioni erano state ereditate dallo StuG III e raggiungevano i 50 mm sulla parte frontale di scafo e sovrastruttura, alle quali vennero inchiavardate piastre supplementari da 30 mm. Con il procedere del ciclo produttivo s'iniziò a saldare direttamente corazzature da 80 mm, con inclinazione compresa tra 10 e 21° rispetto alla verticale. Anche il mantelletto, in entrambe le configurazioni, ebbe corazzature da 80 mm, mentre le fiancate dello scafo erano spesse 30 mm con un'inclinazione massima di 11°; il tetto di scafo e sovrastruttura misurava del pari 30 mm.

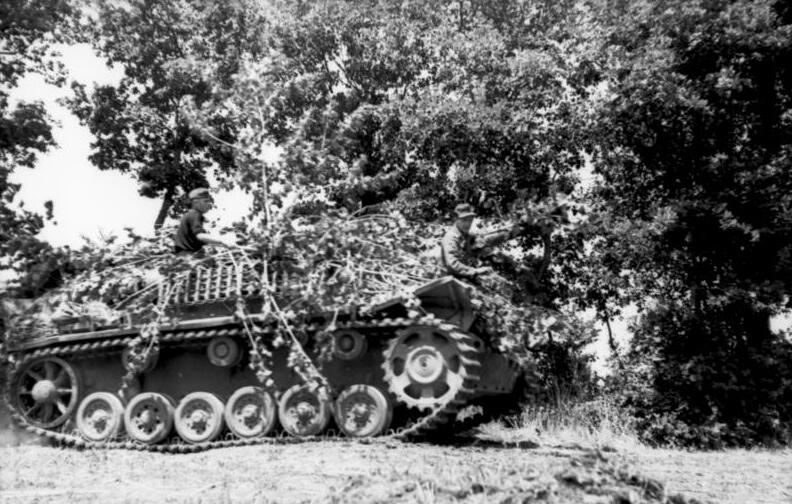
Uno StuH 42 mimetizzato sul fronte italiano

Sia la meccanica che il motore originali erano rimasti invariati. Il motore a quattro tempi, situato nel vano posteriore, era un Maybach a 12 cilindri a V, con rapporto di compressione di 6,5:1 ed erogante 300 hp a 3 000 giri al minuto; il consumo si attestava a 4 litri di benzina ogni 2,7 chilometri su strada, mentre la marcia su terreni sconnessi richiedeva 4 litri ogni 1,1 chilometri percorsi. L'accensione avveniva grazie a un sistema elettrico che sviluppava 24 volt (12 volt una volta avviato) oppure tramite manovella. L'albero lo collegava a una trasmissione anteriore ZF SSG 77 sincronizzata con un cambio con sei marce avanti e una retromarcia, i cui comandi finali erano ingranati alla ruota motrice anteriore. Il treno di rotolamento contava sei doppie ruote portanti con sospensioni a barre di torsione e due ammortizzatori, uno ciascuno per la prima e l'ultima ruota; sopra si trovavano tre rulli tendicingolo e in fondo al treno era imperniata la ruota di rinvio. I cingoli adottati erano larghi 400 mm ed erano formati da 92 maglie con una guida a dente centrale.
Lo StuH 42 pesava in totale 24 tonnellate e sviluppava una pressione specifica al suolo di 1,04 kg/cm². Era capace di superare trincee larghe fino a 2,60 metri circa, guadi profondi 0,80 metri e ostacoli verticali alti 0,60 metri. Il raggio di sterzata misurava 5,80 metri e la luce libera (distanza tra fondo dello scafo e terreno) arrivava a 39 cm. Su strada il veicolo raggiungeva la velocità massima di 40 km/h e un'autonomia di 169 chilometri; su terra la velocità di punta diminuiva a 24 km/h e il raggio operativo a 90 chilometri. L'equipaggio contava quattro uomini: un capocarro, un cannoniere, un pilota e un caricatore addetto anche all'utilizzo di una radio FuG 15 o FuG 16, con trasmettitore da 10 watt e un raggio utile di 4 chilometri. Il pilota utilizzava il sistema frizione-freno di concerto con due leve direzionali per bloccare uno dei due cingoli e sterzare a sinistra o a destra il veicolo.

## Esemplari esistenti
Attualmente sopravvivono diversi StuH 42 in varie parti del mondo: un Ausf. F della preserie del 1942 è in esposizione all'Auto-und Technik Museum di Sinsheim, in Germania, completo anche di apparati lanciafumogeni. Il Museo dei corazzati di Saumur possiede un Ausf. G completo dei sostegni per le Schürzen e corazzatura aggiuntiva. Negli Stati Uniti d'America un esemplare di StuH 42 Ausf. G è visibile all'U.S Army Ordnance Museum presso il poligono di tiro di Aberdeen: presenta l'obice bloccato in posizione di rinculo, non dispone di freno di bocca e denuncia danni alle sospensioni. Lo U.S. Army Artillery Museum di Fort Sill, nel 2012, integrò nella propria collezione un altro Ausf. G passatogli dalla precedente istituzione: questo veicolo, ancorché mancante del freno di sparo, è in migliori condizioni e presenta solo danni da battaglia minimi. Anche al Patton Museum of Cavalry and Armour di Fort Knox si trova uno StuH 42 Ausf. G di tarda produzione, catturato dalla 3ª Armata statunitense e preservato in ottime condizioni. Infine al Museo dei mezzi corazzati di Kubinka (Russia) è in mostra un Ausf. G di prima generazione con corazze supplementari da 30 mm fissate allo scafo.